# Bischofstetten
Bischofstetten je městys v Rakousku ve spolkové zemi Dolní Rakousy v okrese Melk. Žije zde přibližně 1 200 obyvatel.

## Geografie

### Geografická poloha
Bischofstetten se nachází ve spolkové zemi Dolní Rakousy v regionu Mostviertel. Rozloha území městyse činí 19,1 km², z nichž 16,5 % je zalesněných.

### Části obce
Území městyse Bischofstetten se skládá z dvaceti tří částí (v závorce uveden počet obyvatel k 1. 1. 2018):
- Bischofstetten (637)
- Buchgraben (17)
- Christenberg (40)
- Dörfl (42)
- Großa (6)
- Grünwies (15)
- Haag (36)
- Haberg (12)
- Hanau (35)
- Hintergrub (17)
- Mitterschildbach (14)
- Neubing (32)
- Niederbauern (6)
- Oberschildbach (15)
- Oberweg (9)
- Rametzhofen (34)
- Sierning (28)
- Strohdorf (38)
- Tonach (79)
- Unterschildbach (37)
- Unterweg (6)
- Winkelsdorf (14)
- Zauching (9)

### Sousední obce
- na severu: Hürm, St. Margarethen an der Sierning
- na východě: Ober-Grafendorf, Weinburg
- na jihu: Hofstetten-Grünau
- na západě: Kilb

## Politika

### Obecní zastupitelstvo
Obecní zastupitelstvo se skládá z 19 členů. Od komunálních voleb v roce 2015 zastávají následující strany tyto mandáty:
- 11 ÖVP
- 8 SPÖ

### Starostové
starostové městyse Bischofstetten:
- do roku 2009 Heinrich Fuchs (ÖVP)
- 2009–2019 Reinhard Hager ze strany ÖVP.
- 2019–2023 Werner Nolz (ÖVP)
- od roku 2023 Gerlinde Muhr (ÖVP)